# Consonne spirante alvéolaire voisée
 (mai 2019).
Si vous disposez d'ouvrages ou d'articles de référence ou si vous connaissez des sites web de qualité traitant du thème abordé ici, merci de compléter l'article en donnant les références utiles à sa vérifiabilité et en les liant à la section « Notes et références ».
La consonne spirante alvéolaire voisée est un son consonantique peu fréquent des langues parlées. Le symbole dans l'alphabet phonétique international est [ɹ]. Ce symbole représente un [r] culbuté. Il s'agit de la prononciation usuelle de la lettre R en anglais, qui est cependant souvent marquée /r/ en phonologie anglaise standard, par simplification (dans l'API, le [r] représente une consonne roulée).

## Caractéristiques
Voici les caractéristiques de la consonne spirante alvéolaire voisée :
- Son mode d'articulation est spirant, ce qui signifie qu’elle est produite en contractant modérément les organes phonateurs  au point d’articulation, causant à peine une turbulence.
- Son point d'articulation est alvéolaire, ce qui signifie qu'elle est articulée avec soit la pointe (apical) soit la lame (laminal) de la langue contre la crête alvéolaire.
- Sa phonation est voisée, ce qui signifie que les cordes vocales vibrent lors de l’articulation.
- C'est une consonne orale, ce qui signifie que l'air ne s’échappe que par la bouche.
- C'est une consonne centrale, ce qui signifie qu’elle est produite en laissant l'air passer au-dessus du milieu de la langue, plutôt que par les côtés.
- Son mécanisme de courant d'air est égressif pulmonaire, ce qui signifie qu'elle est articulée en poussant l'air par les poumons et à travers le chenal vocatoire, plutôt que par la glotte ou la bouche.

## En français
Le français ne possède pas le [ɹ].

## Autres langues
La plupart des dialectes de l'anglais possèdent ce son, noté par la lettre ‹ r › et le digramme ‹ wr ›. À l'origine, seul ce dernier était labialisé. Les deux sont néanmoins maintenant prononcés labialisés au début d'une syllabe.
Le breton, dans le Trégor, connaît aussi cette réalisation du phonème /r/, tout comme les parlers royasques (noté ř).